# Carlo Buscaglia
Carlo Buscaglia (Balocco, Província de Vercelli, Itàlia, 9 de febrer de 1909 - Torí, Itàlia, 15 d'agost de 1981) fou un futbolista italià, que jugava com a migcampista.

## Trajectòria
Va ser un dels primers ídols de l'afició napolitana. Tot i que jugava com a migcampista, estava disponible per jugar en totes les posicions, i fins i tot va substituir Giuseppe Cavanna a la porteria, quan el porter es va fracturar la clavícula. Després de 259 presències i 40 gols amb la samarreta del Napoli, va fitxar per la Juventus de Torí. Va acabar la seva carrera en el Savona (encara que algunes fonts atribueixen la militància en el club ligur a l'homònim Pietro Buscaglia).